# Colobothea viehmanni
Colobothea viehmanni es una especie de escarabajo longicornio del género Colobothea, categorizada en la tribu Colobotheini, de la subfamilia Lamiinae. Fue descrita por Monné & Martins en 1979.

## Descripción
Mide 10-16,7 mm de longitud.

## Distribución
Se distribuye por Brasil.